# Mazières-de-Touraine
Pour les articles homonymes, voir Mazières (homonymie).
Mazières-de-Touraine est une commune française du département d'Indre-et-Loire, en région Centre-Val de Loire.

## Géographie

### Localisation
Cette ville se situe dans la région Centre-Val de Loire, à 30 km à l'ouest de Tours.
| Cléré-les-Pins       | Ambillou             |                         |
| Avrillé-les-Ponceaux | Mazières-de-Touraine | Saint-Étienne-de-Chigny |
| Langeais             | Cinq-Mars-la-Pile    |                         |

### Hydrographie

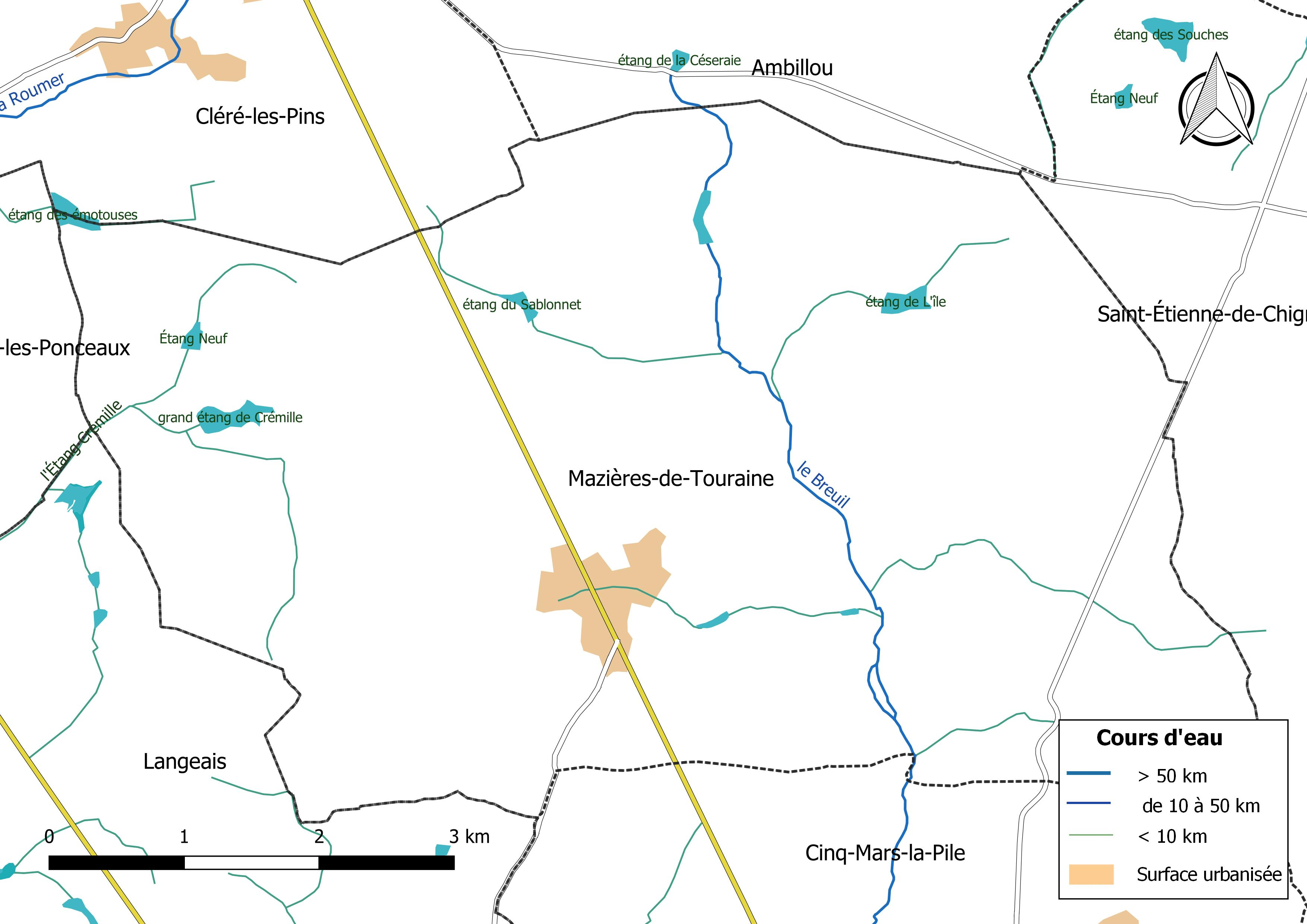
Réseau hydrographique de Mazières-de-Touraine.

Le réseau hydrographique communal, d'une longueur totale de 24,95 km, comprend un cours d'eau notable, le Breuil (5,943 km), et dix petits cours d'eau dont l'Étang Crémille (0,913 km),.
Le Breuil, d'une longueur totale de 14,6 km, prend sa source dans la commune d'Ambillou et se jette dans le Roumer à Langeais, après avoir traversé quatre communes. 
Sur le plan piscicole, le Breuil est classé en deuxième catégorie. Les espèces dominantes sont les poissons blancs (cyprinidés) et les carnassiers (brochet, sandre et perche).
Sept zones humides ont été répertoriées sur la commune par la direction départementale des territoires (DDT) et le conseil départemental d'Indre-et-Loire : « la vallée du Breuil du Château de La Touche à Vélantan », « l'étang de l'Île », « l'étang Neuf à Crémille », « Grand l'étang de Crémille », « l'étang des Emotouses », « la vallée du Ruisseau de l'étang de Crémille » et « les étangs du Sablonnet et de Jupille »,.

### Climat
Pour des articles plus généraux, voir Climat du Centre-Val de Loire et Climat d'Indre-et-Loire.
En 2010, le climat de la commune est de type climat océanique dégradé des plaines du Centre et du Nord, selon une étude du CNRS s'appuyant sur une série de données couvrant la période 1971-2000. En 2020, Météo-France publie une typologie des climats de la France métropolitaine dans laquelle la commune est dans une zone de transition entre le climat océanique et le climat océanique altéré et est dans la région climatique Moyenne vallée de la Loire, caractérisée par une bonne insolation (1 850 h/an) et un été peu pluvieux.
Pour la période 1971-2000, la température annuelle moyenne est de 11,2 °C, avec une amplitude thermique annuelle de 14,7 °C. Le cumul annuel moyen de précipitations est de 700 mm, avec 11,2 jours de précipitations en janvier et 6,4 jours en juillet. Pour la période 1991-2020, la température moyenne annuelle observée sur la station météorologique de Météo-France la plus proche, sur la commune de Lignières-de-Touraine à 9 km à vol d'oiseau, est de 11,8 °C et le cumul annuel moyen de précipitations est de 700,0 mm,. Pour l'avenir, les paramètres climatiques de la commune estimés pour 2050 selon différents scénarios d'émission de gaz à effet de serre sont consultables sur un site dédié publié par Météo-France en novembre 2022.

## Urbanisme

### Typologie
Au 1er janvier 2024, Mazières-de-Touraine est catégorisée bourg rural, selon la nouvelle grille communale de densité à sept niveaux définie par l'Insee en 2022.
Elle est située hors unité urbaine. Par ailleurs la commune fait partie de l'aire d'attraction de Tours, dont elle est une commune de la couronne,. Cette aire, qui regroupe 162 communes, est catégorisée dans les aires de 200 000 à moins de 700 000 habitants,.

### Occupation des sols
L'occupation des sols de la commune, telle qu'elle ressort de la base de données européenne d’occupation biophysique des sols Corine Land Cover (CLC), est marquée par l'importance des forêts et milieux semi-naturels (51,8 % en 2018), en augmentation par rapport à 1990 (50,6 %). La répartition détaillée en 2018 est la suivante : 
forêts (51,8 %), prairies (24,8 %), terres arables (17,2 %), zones urbanisées (2,5 %), cultures permanentes (1,9 %), zones agricoles hétérogènes (1,9 %). L'évolution de l’occupation des sols de la commune et de ses infrastructures peut être observée sur les différentes représentations cartographiques du territoire : la carte de Cassini (XVIIIe siècle), la carte d'état-major (1820-1866) et les cartes ou photos aériennes de l'IGN pour la période actuelle (1950 à aujourd'hui).

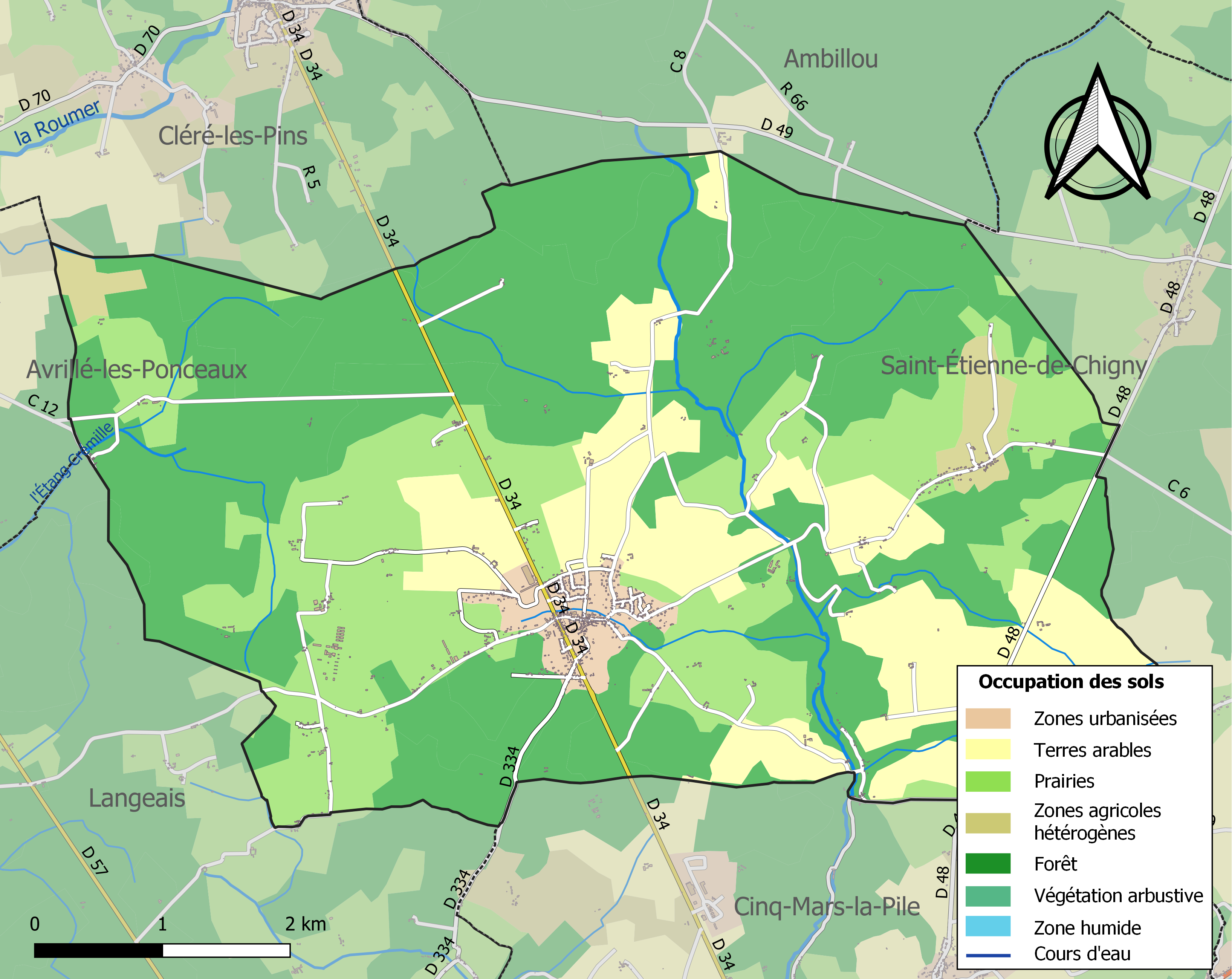
Carte des infrastructures et de l'occupation des sols de la commune en 2018 (CLC).

### Risques majeurs
Le territoire de la commune de Mazières-de-Touraine est vulnérable à différents aléas naturels : météorologiques (tempête, orage, neige, grand froid, canicule ou sécheresse), feux de forêts et séisme (sismicité faible). Un site publié par le BRGM permet d'évaluer simplement et rapidement les risques d'un bien localisé soit par son adresse soit par le numéro de sa parcelle.
Pour anticiper une remontée des risques de feux de forêt et de végétation vers le nord de la France en lien avec le dérèglement climatique, les services de l’État en région Centre-Val de Loire (DREAL, DRAAF, DDT) avec les SDIS ont réalisé en 2021 un atlas régional du risque de feux de forêt, permettant d’améliorer la connaissance sur les massifs les plus exposés. La commune, étant pour partie dans le massif de Bourgueil, est classée au niveau de risque 1, sur une échelle qui en comporte quatre (1 étant le niveau maximal).

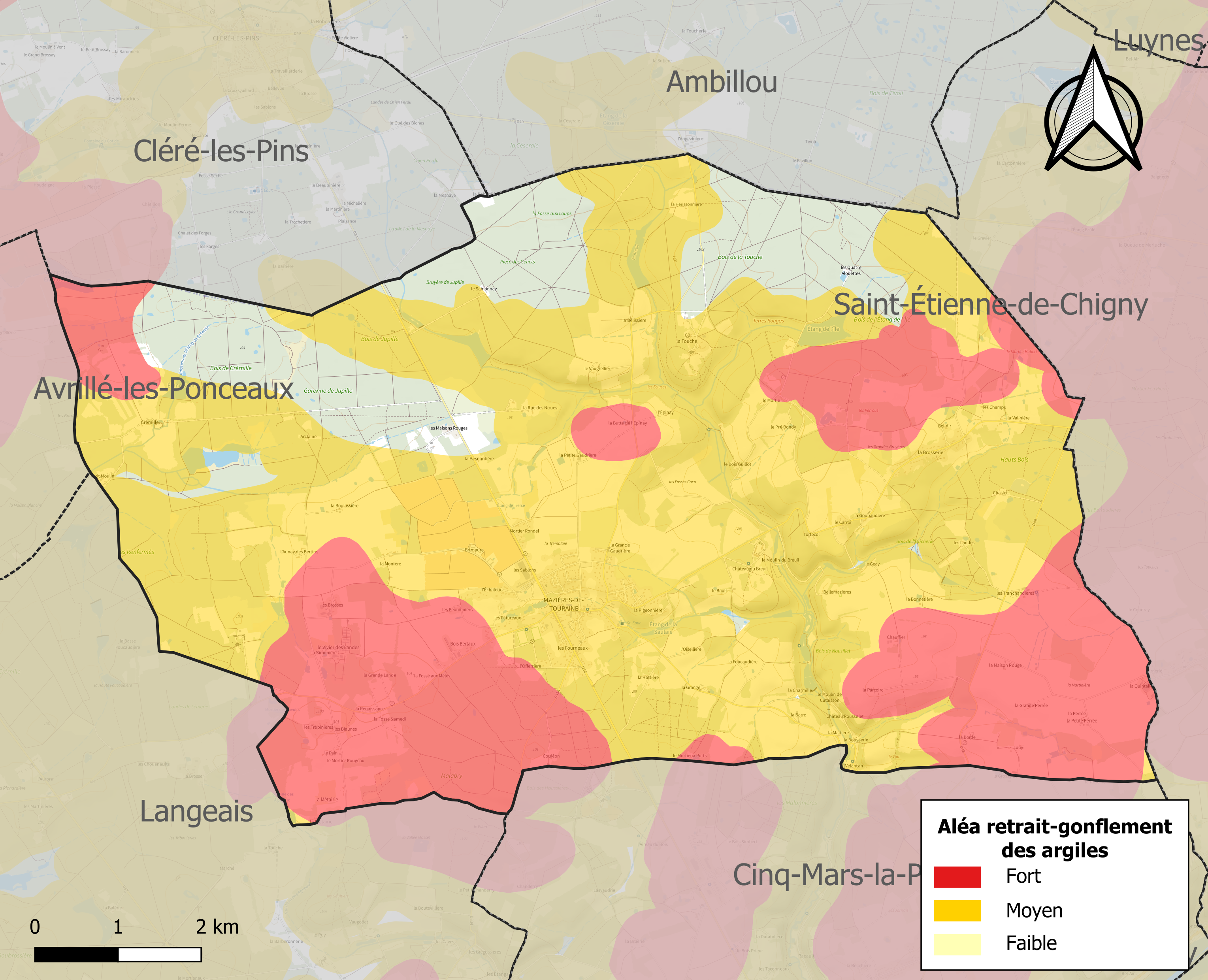
Carte des zones d'aléa retrait-gonflement des sols argileux de Mazières-de-Touraine.

Le retrait-gonflement des sols argileux est susceptible d'engendrer des dommages importants aux bâtiments en cas d’alternance de périodes de sécheresse et de pluie. 87 % de la superficie communale est en aléa moyen ou fort (90,2 % au niveau départemental et 48,5 % au niveau national). Sur les 619 bâtiments dénombrés sur la commune en 2019, 610 sont en aléa moyen ou fort, soit 99 %, à comparer aux 91 % au niveau départemental et 54 % au niveau national. Une cartographie de l'exposition du territoire national au retrait gonflement des sols argileux est disponible sur le site du BRGM,.
Concernant les mouvements de terrains, la commune a été reconnue en état de catastrophe naturelle au titre des dommages causés par la sécheresse en 1989, 1995, 1996 et 2005 et par des mouvements de terrain en 1999.

## Histoire
Au XIIIe siècle, Mazières était désigné sons le nom de Mazeriæ ou Miseriæ.

## Politique et administration

### Liste des maires
| Période                                  | Période   | Identité               | Étiquette | Qualité     |
| ---------------------------------------- | --------- | ---------------------- | --------- | ----------- |
| avant 1995                               | ?         | Robert Besnard         | DVD       |             |
| mars 2001                                | mars 2008 | Marie-Françoise Remaud |           |             |
| mars 2008                                | En cours  | Thierry Éloy           | DVG       | Agriculteur |
| Les données manquantes sont à compléter. |           |                        |           |             |

### Tendances politiques et résultats
| Scrutin             | Scrutin             | 1er tour | 1er tour | 1er tour | 1er tour | 1er tour  | 1er tour | 1er tour | 1er tour  | 1er tour | 1er tour | 1er tour | 1er tour | 2d tour | 2d tour | 2d tour | 2d tour | 2d tour | 2d tour |
| Scrutin             | Scrutin             | 1er      | 1er      | %        | 2e       | 2e        | %        | 3e       | 3e        | %        | 4e       | 4e       | %        | 1er     | 1er     | %       | 2e      | 2e      | %       |
| ------------------- | ------------------- | -------- | -------- | -------- | -------- | --------- | -------- | -------- | --------- | -------- | -------- | -------- | -------- | ------- | ------- | ------- | ------- | ------- | ------- |
| Présidentielle 2017 | Présidentielle 2017 |          | FN       | 29,82    |          | EM        | 20,48    |          | LFI       | 20,24    |          | LR       | 14,30    |         | EM      | 55,62   |         | FN      | 44,38   |
| Présidentielle 2022 | Présidentielle 2022 |          | RN       | 30,56    |          | LREM      | 25,06    |          | LFI       | 17,11    |          | REC      | 5,75     |         | RN      | 50,92   |         | LREM    | 49,08   |
| Législatives 2022   | 5e                  |          | RN       | 32,97    |          | MoDem-Ens | 27,07    |          | PCF-Nupes | 17,31    |          | LR       | 5,71     |         | RN      | 53,98   |         | MoDem   | 46,02   |
| Législatives 2024   | 5e                  |          | RN       | 44,18    |          | PCF-NFP   | 23,43    |          | MoDem-Ens | 23,03    |          | LR       | 6,56     |         | RN      | 52,36   |         | MoDem   | 47,64   |

## Population et société

### Démographie
L'évolution du nombre d'habitants est connue à travers les recensements de la population effectués dans la commune depuis 1793. Pour les communes de moins de 10 000 habitants, une enquête de recensement portant sur toute la population est réalisée tous les cinq ans, les populations de référence des années intermédiaires étant quant à elles estimées par interpolation ou extrapolation. Pour la commune, le premier recensement exhaustif entrant dans le cadre du nouveau dispositif a été réalisé en 2005.

En 2022, la commune comptait 1 463 habitants, en évolution de +12,63 % par rapport à 2016 (Indre-et-Loire : +1,67 %, France hors Mayotte : +2,11 %).
| 1793 | 1800 | 1806 | 1821 | 1831 | 1836 | 1841 | 1846 | 1851 |
| ---- | ---- | ---- | ---- | ---- | ---- | ---- | ---- | ---- |
| 539  | 563  | 622  | 659  | 626  | 659  | 614  | 654  | 682  |

| 1856 | 1861 | 1866 | 1872 | 1876 | 1881 | 1886 | 1891 | 1896 |
| ---- | ---- | ---- | ---- | ---- | ---- | ---- | ---- | ---- |
| 750  | 851  | 913  | 882  | 917  | 915  | 936  | 956  | 940  |

| 1901 | 1906 | 1911 | 1921 | 1926 | 1931 | 1936 | 1946 | 1954 |
| ---- | ---- | ---- | ---- | ---- | ---- | ---- | ---- | ---- |
| 967  | 946  | 889  | 767  | 769  | 746  | 705  | 759  | 707  |

| 1962 | 1968 | 1975 | 1982 | 1990 | 1999  | 2005  | 2006  | 2010  |
| ---- | ---- | ---- | ---- | ---- | ----- | ----- | ----- | ----- |
| 693  | 664  | 608  | 705  | 961  | 1 022 | 1 108 | 1 109 | 1 303 |

| 2015  | 2020  | 2022  | - | - | - | - | - | - |
| ----- | ----- | ----- | - | - | - | - | - | - |
| 1 291 | 1 416 | 1 463 | - | - | - | - | - | - |

### Enseignement
Mazières-de-Touraine se situe dans l'Académie d'Orléans-Tours (Zone B) et dans la circonscription de Langeais.
Les écoles maternelle et primaire accueillent les élèves de la commune.
Le collège se situe à Langeais.
Le lycée de rattachement se situe à Chinon.

## Culture locale et patrimoine

### Lieux et monuments
- Ancienne usine Pal Pack : en activité depuis 2006, l'usine cesse son activité et est liquidée en 2011. Quoique n'ayant déclaré aucune activité polluante à son ouverture (récupération de palettes en bois et commerce de bois en gros), les riverains, alertés par la mort des poissons des étangs voisins, ont découvert un grand nombre de futs de produits toxiques. La mairie avait déjà alerté les autorités préfectorales en 2008 sur de possibles activités polluantes de la société[31]. Les essais, menés par les autorités au cours de la procédure préfectorale de gestion de site pollué abandonné commanditée par la DREAL, confirment les suspicions de pollution sur les 1 000 m2 du terrain, recelant des teneurs élevées en chlorure, nitrate, orthophosphate soluble, sulfate ou encore de carbone organique total[32].